# برج‌های دیده‌بانی
برج‌های دیده بانی مربوط به دوره افشار است و در کلات، داخل شهر واقع شده و این اثر در تاریخ ۲۳ فروردین ۱۳۴۶ با شمارهٔ ثبت ۶۶۲ به‌عنوان یکی از آثار ملی ایران به ثبت رسیده است.